# Хокер херон
Хокер херон (енгл. Hawker Heron) је британски ловачки авион. Авион је први пут полетео 1925. године. 

Био је наоружан са два митраљеза Викерс калибра 7,7 мм.

## Наоружање
| Наоружање авиона: Хокер херон  |                  |
| Ватрено (стрељачко) наоружање  |                  |
| Топ                            |                  |
| Митраљез                       |                  |
| Број и ознака митраљеза        | 2                |
| Број метака                    | 600 по митраљезу |
| Калибар                        | 7,7              |
| Бомбардерско наоружање (бомбе) |                  |
| Ракетно наоружање (ракете)     |                  |